# Cornelis Smits
Cornelis Smits (Nieuw-Vennep, 22 december 1898 - Hardinxveld-Giessendam, 22 april 1994) was een Nederlands predikant en politicus voor de Staatkundig Gereformeerde Partij (SGP).
Smits was een predikant van de Christelijke Gereformeerde Kerken en de Oud Gereformeerde Gemeenten in Nederland, die in vele plaatsen beroepen werd (onder andere in de Verenigde Staten). Hij werd na de uitbreiding van het ledental in november 1956 de eerste SGP-senator. Vanwege drukke werkzaamheden verliet hij de Eerste Kamer echter na een kleine drie jaar. Hij werd opgevolgd door Herman Fokker.
In 1932 wordt Smits als predikant bevestigd in het stadje Nieuwpoort. Al vlug wordt Smits beroepen door de grote gemeente van Sliedrecht. Tot 1942 is Smits predikant in de Bethelkerk. Van 1942 tot 1945 staat hij in Dordrecht en daarna vertrekt hij naar Driebergen. In 1952 wordt hij opnieuw beroepen door Sliedrecht. Op zondag 6 april 1952 bevestigt Everard du Marchie van Voorthuysen zijn collega Smits. Na vele beroepen uit de Verenigde Staten neemt Smits in 1954 het beroep naar de naar de Old Christian Reformed Church van Grand Rapids aan. In 1956 keert de predikant terug naar zijn oude gemeente Sliedrecht. Het is in deze periode dat hij zitting neemt in de Eerste Kamer. In 1969 vertrekt Smits opnieuw naar de Verenigde Staten, dit keer naar de Free Reformed Church van Clifton in de buurt van New York.
In maart 1971 krijgt hij een beroep van de Oud Gereformeerde Gemeente van Giessendam. Hiervoor bedankt hij. Op 1 juli volgt een tweede beroep, nu neemt Smits het beroep wel aan. De christelijke gereformeerde predikant wisselt daarmee niet alleen van gemeente, maar ook van kerkverband. Hij is al 72 jaar als hij intrede doet in deze gemeente, maar is toch nog 23 jaar predikant in deze gemeente. Op 20 mei 1976 bezoekt hij in Glasgow de synode van de Free Presbyterian Church of Scotland, om deze toe te spreken. In 1979 bevestigd hij ds. J. Schinkelshoek in Stavenisse en in 1980 ds. A. van Straalen uit Barneveld aan Paterson, een gemeente van de Reformed Congregations in North America. Op 15 april 1982 bevestigt hij ds. A.P. van der Meer als predikant van Kinderdijk, als opvolger van Marinus Abraham Mieras.
- Biografisch Portaal: 84323614
- International Standard Name Identifier: 0000 0000 3256 7512
- Library of Congress Control Number: n2001088858
- Nederlandse Thesaurus van Auteursnamen: 06972430X
- Parlement.com: vg09ll911bzc
- Virtual International Authority File: 11656101
- WorldCat: E39PBJrm6dRTr3JjKBDDKRHgrq